# Ctenochaetus tominiensis
Ctenochaetus tominiensis är en fiskart som beskrevs av Randall, 1955. Ctenochaetus tominiensis ingår i släktet Ctenochaetus och familjen Acanthuridae. IUCN kategoriserar arten globalt som livskraftig. Inga underarter finns listade i Catalogue of Life.